# Anthurium rubrifructum
Anthurium rubrifructum är en kallaväxtart som beskrevs av Thomas Bernard Croat. Anthurium rubrifructum ingår i släktet Anthurium och familjen kallaväxter. Inga underarter finns listade.